# Аль-Мутавакіль (емір Бадахосу)
Мухаммад аль-Мутавакіль Ула Аллах (араб. المتوكل على الله بن الأفطس; бл. 1045  — 1094 — 5-й емір Бадахоської тайфи в 1079—1094 роках. Умар аль-Мутавакіль Ула Аллах ібн Мухаммед ібн Абу Бакр Мухаммед аль-Афтас.

## Життєпис
Походив з Афтаської династії. Син Абу Бекр аль-Мудафара, еміра Бадахосу. Народився близько 1045 року. Наприкінці правління батька призначається валі (намісником) Евори. Після смерті Абу Бекра виступив проти свого брата Яґ'ї, що став новим еміром Бадахоської тайфи, взявши ім'я Умар аль-Мутавакіль.
Він уклав союз з аль-Мутамідом, еміром Севільї, спільно з яким рушив проти брата Яґ'ї. До 1072 року зумів захопити Лішбунах. Слідом за цим захопив значну частину Бадахоської тайфи. У 1075 році після смерті аль-Мамуна, еміра Толедо і союзника Яґ'ї, спробував остаточно повалити брата. Втім 1077 року проти Севільської тайфи виступив Альфонсо VI, імператор всієї Іспанії. За цих обставин підпорядкувати Бадахос Мухаммаду вдалося лише 1079 року. Прийняв ім'я аль-Мутавакіль Ула Аллах («Той, хто довіряє лише Богу»)
З самого початку мусив протистояти Альфонсо VI, який 1079 року захопив важливе місто Корія. У свою чергу емір Бадахосу, скориставшись ослабленням Толедської тайфи, 1080 року зайняв Толедо, але вже 1081 року відмовився від наміру приєднати Толедську тайфу до своїх володінь, оскільки не сподівався вправно відбивати наступ християнських держав. Але захопив усю скарбницю толедського еміра.
У Бадахосі більше уваги став приділяти внутрішнім справам щодо відродження економічного та культурного життя. Втім зовнішня ситуація вимагала від аль-Мутавакіля більш рішучих дій: 1085 року Альфонсо VI захопив Толедо та усю тайфу, що посилило загрозу південним тайфам. З огляду на складне становище 1086 року аль-Мутавакіль став одним з ініціаторів звернення до Юсуфа ібн Ташфіна, еміра Альморавідів. Трохи згодом війська Бадахосу брали активну участь в битві при Саграхасі, де Альфонсо VI зазнав важкої поразки.
Втім з 1090 року Юсуф ібн Ташфін розпочав політику ліквідації тайф та приєднання їх до своєї держави. За цих обставин 1093 року аль-Мутавакіль визнав зверхність Альфонсо VI та пообіцяв передати йому Лісабон, Сіннтру і Сантарен в обмін на допомогу проти Альморавідів. Але 1094 року населення Бадахосу повстало проти еміра. На допомогу повсталим прибули війська Альморавідів, які захопили аль-Мутавакіля з родиною, а потім стратили еміра з синами Фадлом і Абассом.
Лише син Умар, що прийняв ім'я аль-Мансур III, зумів до 1095 року опір в фортеці Монтанчес, але зрештою мусив утекти до кастильців. Бадахоську тайфу було приєднано до держави Альморавідів.